# Sumō

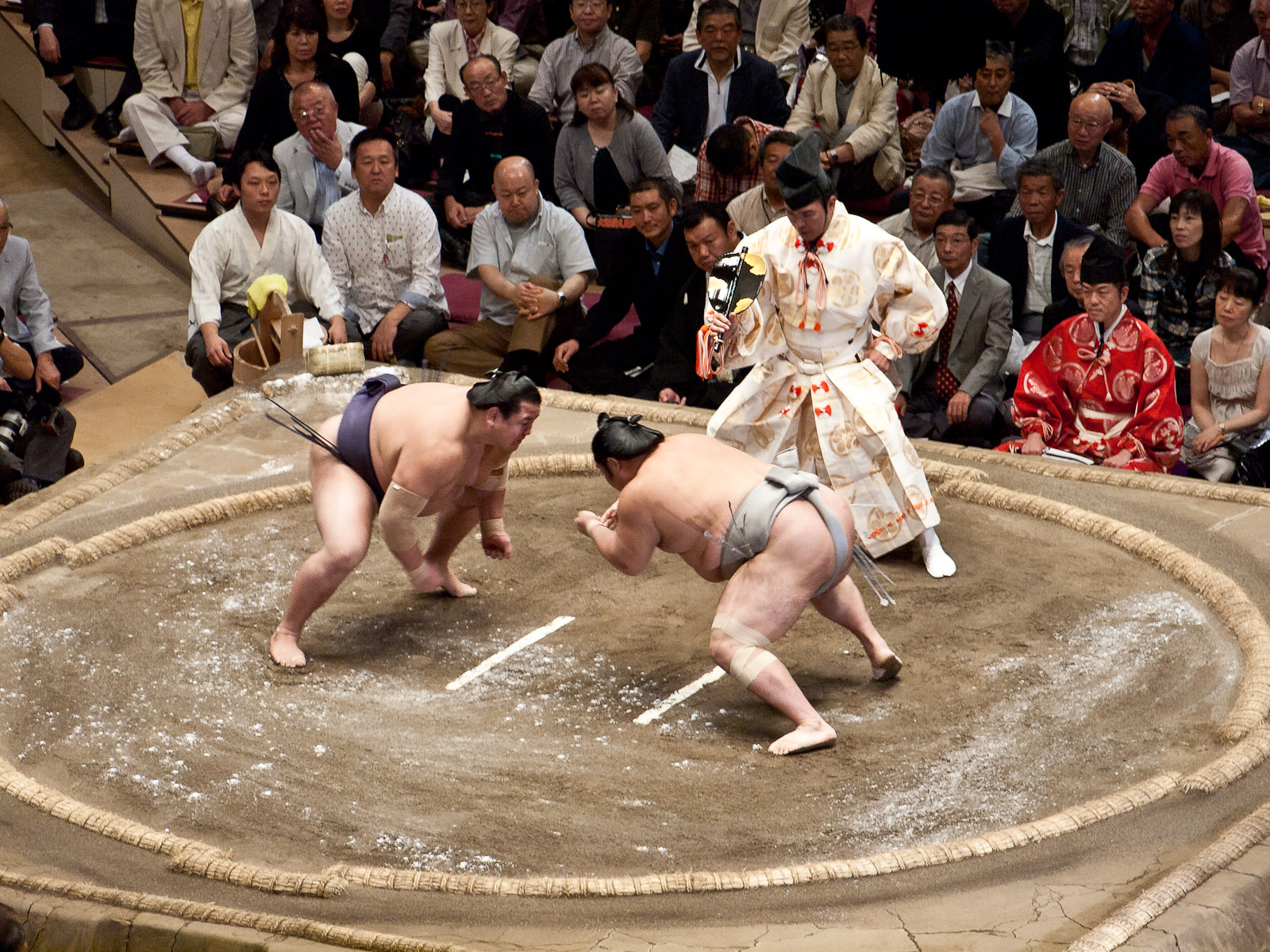
Beginn (Tachi-ai) eines Sumō-Kampfs

Sumō [ˈsɯmoː] (japanisch 相撲, Sumō bzw. 大相撲, Ōzumō) ist eine aus Japan stammende Form des Ringkampfs. Einen Sumō-Kämpfer bezeichnet man als Sumōtori oder Rikishi.
Ziel des Kampfes ist es, den Gegner aus einem mit einem Strohseil abgesteckten Kreis aus gestampftem Lehm zu befördern oder ihn so aus dem Gleichgewicht zu bringen, dass er den Boden mit einem anderen Körperteil als den Fußsohlen berührt. Ein einzelner Kampf dauert oft nur einige Sekunden; während eines regulären Turniers finden mehrere hundert Kämpfe statt.

## Bezeichnung
Das gesprochene Wort sumō geht zurück auf das Verb sumau/sumafu, was „wettstreiten; kämpfen“ bedeutet. Das geschriebene Wort geht auf den Ausdruck sumai no sechi (相撲の節) zurück, was ein Ringerwettbewerb am Kaiserhof in der Heian-Zeit war. Die Schriftzeichen von sumai bzw. heute sumō bedeuten dabei „sich gegenseitig schlagen“. Daneben gibt es noch eine alternative Schreibweise als 角力, die sich bereits im Nihon Shoki aus dem 8. Jahrhundert findet. Hier bedeutet das erste Zeichen eigentlich „Ecke“, dient hier aber als phonetisches Element, da eine Lesung davon sumi ist, während das zweite Zeichen „Kraft“ bedeutet.
Sumō ist im Japanischen auch ein allgemeiner Begriff für Ringen. So bedeutet udezumō (腕相撲, „Arm-Sumō“) das Armdrücken und yubizumō (指相撲, „Finger-Sumō“) das Fingerhakeln. Daneben gibt es noch das Spiel kamizumō (紙相撲, „Papier-Sumō“), das aus zwei Papierfiguren auf einem Sockel besteht, die durch Klopfen auf dem Sockel bewegt werden, bis eine umfällt und damit verliert.
Das Verbands-Sumō mit seinem Ligensystem, also der im Westen bekannte „japanische Ringkampf“, wird als ōzumō („großes Sumō“) bezeichnet.

## Geschichte

### Frühzeit und japanisches Altertum (bis 1185)
Die erste Erwähnung des Sumō findet sich in einer Schrift aus dem Jahr 712, dem Kojiki (古事記, Aufzeichnung alter Geschehnisse), das beschreibt, wie der Besitz der japanischen Inseln in einem Ringkampf zwischen den Göttern Takemikazuchi und Takeminakata entschieden wird. Das Nihonshoki (日本書紀, Chronik Japans in einzelnen Schriften) von 720 datiert den ersten Kampf zwischen Sterblichen auf das Jahr 23 v. Chr., als ein Mann namens Nomi-no-Sukune auf Bitte des Suinin-tennō gegen den Kämpfer Taima-no-Kuehaya in einem Ringkampf antrat und diesen schließlich tötete, wodurch er in den Mythen zum Ahnen des Sumō wurde. Tatsächlich fanden bis ins japanische Mittelalter die mehr oder weniger regellosen Ringkämpfe oft ihr Ende erst mit dem Tod eines der Kämpfer.
Die ursprüngliche Herkunft des Sumō liegt im Dunkeln. Es ist möglich, dass es sich unter chinesischem oder koreanischem Einfluss entwickelte. Beide Länder haben eine lange Tradition des Ringkampfes (Shuai Jiao in China, Ssireum in Korea) und beide hatten einen großen kulturellen Einfluss in der Frühgeschichte Japans.
In Japan fanden die Ringkämpfe traditionell bei Festen (Matsuri) (祭り) der Volksreligion Shintō statt. Archäologische Funde legen nahe, dass solche Kämpfe bereits vor dem Jahr 500 abgehalten wurden. Sie hatten aber noch nicht viel vom heutigen Sumō, so gab es keinen festgelegten Ring und auch die Regeln waren noch nicht fixiert. Die ersten historisch bezeugten Sumōkämpfe wurden im Jahr 642 am Hof der Kōgyoku-tennō zur Unterhaltung einer Gesandtschaft aus Korea ausgetragen. In den folgenden Jahrhunderten stieg mit der Beliebtheit des Sumō bei Hofe auch seine zeremoniell-religiöse Bedeutung. Regelmäßige Veranstaltungen am Hof des Tennō, die sumai no sechi, und die Etablierung erster Regelwerke fallen in die kulturelle Blütephase der Heian-Zeit.

### Japanisches Mittelalter (1185–1603)
Mit dem Zerfall der Zentralgewalt des Tennō verlor das höfische Sumō an Bedeutung, in der kriegerischen Kamakura-Zeit geriet das vormals hochzeremonielle Ringen unter den Shōgunen zum militärischen Kampftraining. Die Samurai wurden dazu angehalten, sich darin zu üben. Sumō verließ aber auch die Abgeschlossenheit des Hofes und wurde zu einer Veranstaltung für die Massen, und unter den Daimyō (Fürsten) wurde es üblich, als Sponsor für Ringer aufzutreten. Sumōtori, die erfolgreich um die Gunst eines Fürsten stritten, wurde großzügige Unterstützung und der Status eines Samurai gewährt.
Zu den größten Liebhabern des Sumō zählte Oda Nobunaga, der im Februar 1578 ein Turnier mit 1.500 Ringern abhielt. Damit die Kämpfer sich nicht gegenseitig behinderten, wurden kreisförmige Kampfplätze abgegrenzt – der Sumōring (土俵, Dohyō) war erfunden und entwickelte sich bis zum 18. Jahrhundert zur heutigen Form.

### Edo-Zeit (1603–1867)

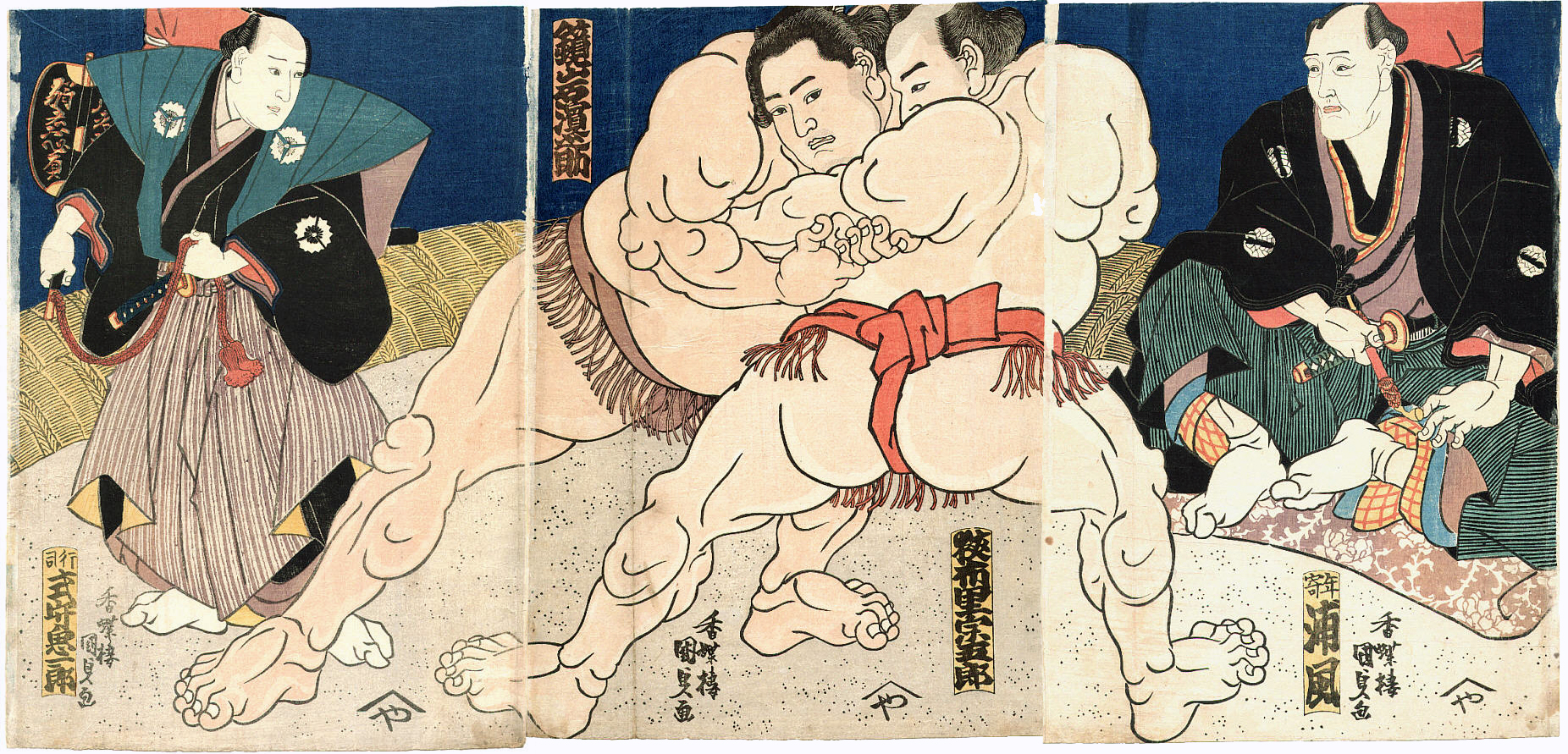
Darstellung eines Sumō-Kampfes zwischen Kagamiiwa Hamanosuke und Kyōnosato Sōgorō
von Utagawa Kunisada (1843)

Da Sumō durch wilde Kämpfe auf den Straßen, besonders in Edo, zu einem Ärgernis geworden war, wurde Sumō-Ringen in der Stadt zur Edo-Zeit kurzzeitig verboten. 1684 wurde es erlaubt, gemeinnützige Kämpfe auf dem Grundstück von Schreinen abzuhalten, wie es in Kyōto und Ōsaka üblich war (勧進相撲, Kanjin-zumō).
Es entwickelte sich zu dieser Zeit eine offizielle Sumō-Organisation, die auf Verfügung der Verwaltung von Edo ab 1719 nur noch aus professionellen Ringern bestand. Viele Elemente stammen aus dieser Zeit, z. B. die Dohyō-iri, das System der Heya oder Ställe, die Gyōji und die Mawashi.
Im 18. Jahrhundert erlebte das Sumōringen besonders in Edo ein Goldenes Zeitalter, das legendäre Kämpfer wie Raiden Tameimon, Onogawa Kisaburo und Tanikaze Kajinosuke, den ersten historischen Yokozuna, hervorbrachte. Anlässlich eines Kräftemessens der letztgenannten zu Ehren des Shōgun Tokugawa Ienari wurden 1791 viele Elemente der alten Shintō-Kultkämpfe wieder integriert und beibehalten.

### Seit 1868

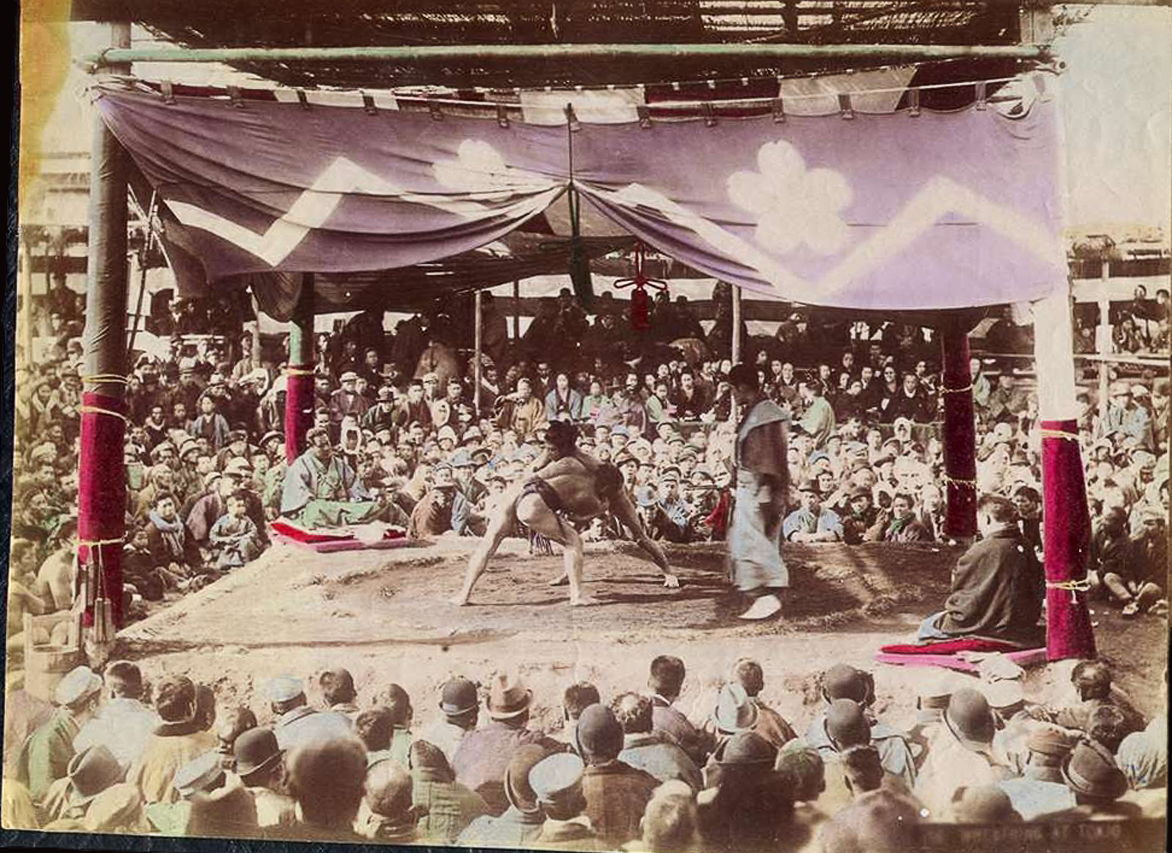
Sumōkampf in Tokyo um 1890

Die Meiji-Restauration ließ 1868 das Feudalsystem verschwinden und damit auch die vermögenden Fürsten als Sponsoren. Durch die Fixierung auf die westliche Welt sank der Status des Sumō: Es wurde plötzlich als ein peinliches, rückständiges Relikt gesehen. Zudem spaltete sich der Verband nach inneren Streitigkeiten.
Ein Sumōturnier, das der Meiji-tennō 1884 veranstalten ließ, erhob das Sumō zu einem nationalen Symbol, das nun wieder zu alter Popularität zurückfand. Auch die nationalistisch gefärbte Stimmung nach den militärischen Erfolgen gegen Korea und China mag dazu beigetragen haben.
Seit dem 19. Jahrhundert dürfen Frauen den Turnieren beiwohnen und der Sport hatte weitgehend seine heutige Form. Zu den Neuerungen, die der 1926 wiedervereinigte japanische Sumōverband einführte, gehörte die Erhöhung der Anzahl der Turniere von zunächst zwei auf vier und 1958 auf sechs pro Jahr sowie die Verlängerung der Turniere von zehn auf 15 Tage 1949.

## Regeln und Ablauf
Die Grundregeln des Sumō sind sehr einfach und für jeden unmittelbar verständlich, während die Details der Ausführung genau geregelt sind und einen Kosmos an Einzelheiten eröffnen, deren umfassende Kenntnis jedoch für das Vergnügen des Zuschauers nicht Voraussetzung ist. Das elementarste Prinzip besteht darin, dass eine Begegnung entschieden wird, indem ein Kämpfer zuerst entweder auf den Boden außerhalb des kreisförmigen Ringes tritt oder ihn sonst wie berührt oder innerhalb des Ringes mit einem anderen Körperteil als den Fußsohlen den Boden berührt. Dies versuchen die Ringer durch Schieben, Schleudern, Werfen, Schlagen und oft auch durch Überlisten des Gegners zu erreichen. Der japanische Sumōverband Nihon Sumō Kyōkai unterscheidet gegenwärtig 82 Siegtechniken, von denen einige aus dem Judo stammen. Eine Auflistung findet sich in der Liste der Techniken im Sumō. Nicht erlaubt sind die Kinjite (禁じ手, „Verbotene Griffe“), also Würgen, Haareziehen, Umbiegen der Finger, Griffe in der Schrittgegend, Treten, Eindrücken der Augen sowie Faustschläge und Schläge auf beide Ohren gleichzeitig. Die häufigsten Grundformen sind das Packen des Gegners am Mawashi (Gürtel) mit anschließendem Schieben ins Aus (四つ相撲, Yotsu-zumō) oder das Hinausdrücken aus dem Ring ohne festen Griff am Gegner (押し相撲, Oshi-zumō).
Der Ring (Dohyō), für dessen Bau und Erhaltung der Yobidashi zuständig ist, besteht aus einem quadratischen erhöhten Podest aus gestampftem Lehm, auf dem mit aneinander gereihten Reisstrohbündeln ein 4,55 m durchmessender Kreis abgegrenzt ist. Außerhalb der Abgrenzung ist Sand ausgestreut, so dass leicht erkannt werden kann, wenn ein Ringer aus dem Ring getreten ist. In der Kreismitte befinden sich zwei Startlinien (Shikirisen), hinter denen die Ringer für den Angriff bei Beginn des Kampfes (Tachi-ai) Aufstellung nehmen. Die Leitung des Kampfes obliegt dabei dem Gyōji, einem Ringrichter, der von fünf Außenrichtern oder Shimpanin unterstützt wird.
Die maximale Länge des folgenden Kampfes variiert abhängig von der Liga. In der obersten Division ist er auf vier Minuten begrenzt, dauert aber meist nur einige Sekunden. Ist die Begegnung nach Ablauf der Zeit noch nicht beendet, wird eine kurze Pause (Mizu-iri) eingelegt, nach der die Ringer den Kampf aus der vorherigen Position fortsetzen. Ist nach weiteren vier Minuten noch immer kein Sieger gefunden, wird nach einer abermaligen Pause der Kampf mit Tachi-ai neu begonnen. Sollte dadurch auch keine Entscheidung fallen, gilt der Ausgang als unentschieden. Dieser Verlauf ist sehr selten.

Ein Sumō-Ringer beweist Beweglichkeit beim Dohyō-iri

Einen besonderen Reiz des Sumō macht die Vielfalt an Zeremonien und Traditionen aus, die teilweise seit Jahrhunderten unverändert in Verbindung mit dem Sport gepflegt werden. Dazu gehören die eindrucksvollen Ringbetretungszeremonien (Dohyō-iri) am Beginn jedes Kampftages, in denen die Ringer in prächtigen Keshō-mawashi (化粧回し) im Ring auftreten, aber auch Einzelheiten wie das auffällige Werfen von Salz in den Ring durch die Kämpfer, das der symbolischen Reinigung des Dohyō dient, oder das Spülen des Mundes mit Chikara-mizu („Kraftwasser“) vor dem Kampf, das dem Ritual vor dem Betreten eines Shintō-Heiligtums gleicht.

## Die Sumō-Ringer

### Allgemeines

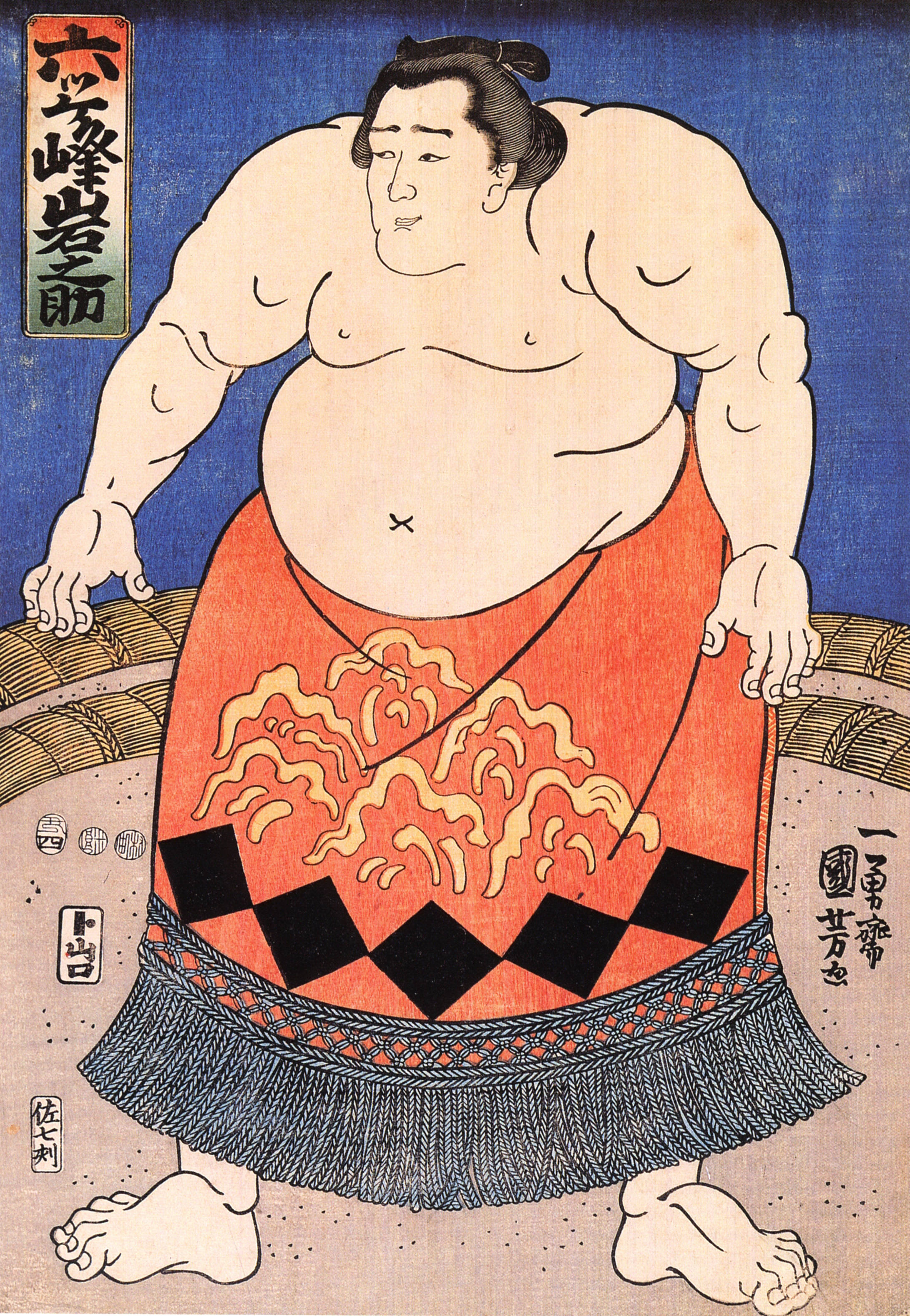
Der Sumōringer Mutsugamine Iwanosuke (Farbholzschnitt von Kuniyoshi, 1853)

In Japan wird die Sportart kommerziell und professionell betrieben. In speziellen Sumō-Schulen (Heya), in denen sie sowohl trainieren als auch wohnen, werden Knaben zu Sumōkämpfern herangebildet. Sie werden auch als Rikishi (力士, wörtlich: „Kraftmensch“) oder einfach als Sumōtori (相撲取, „jemand, der Sumō kämpft“) bezeichnet.
Im Alter von ungefähr 15 Jahren beginnen sie ihre Laufbahn in der untersten Liga. Eine steigende Anzahl von Ringern rekrutiert sich aber auch aus den Reihen der erfolgreichen Amateursportler, besonders aus dem japanischen Hochschulsport. Diesen wird die Möglichkeit zum „Quereinstieg“ in die dritte (Makushita-)Division gewährt. Etwa zwischen dem 30. und 40. Lebensjahr ist die Laufbahn eines Ringers zu Ende.
Den Erfolgreichsten eröffnet sich danach die Perspektive auf einen Funktionärsposten und die Tätigkeit als Schiedsrichter oder Trainer, andere verdienen ihren Lebensunterhalt in der auf Chankonabe spezialisierten Gastronomie (siehe auch nächster Absatz).
Neben ihrem Körperbau sind Sumōringer an ihrer Chonmage-Frisur zu erkennen, wie sie auch bei Samurai während der Edo-Zeit üblich war, wie auch an ihrer ebenso traditionell japanischen Kleidung, die vom jeweiligen Rang abhängt.

### Körperbau
Beim Sumō gilt ein hohes Körpergewicht in Kombination mit relativ weit nach unten verlagertem Schwerpunkt als bestmögliche physische Voraussetzung. Aus diesem Grund wird das typische Erscheinungsbild eines Sumōtori in der Regel von seinen enormen Körpermaßen, vorrangig im Bauch-, Hüft- und Beinbereich, dominiert, da dies die beste Annäherung an die ideale Körperform darstellt. Um ein hohes Körpergewicht zu erreichen, wird eine spezielle Mastkur durchgeführt. Dazu gehört, dass nach dem morgendlichen Aufstehen mit nüchternem Magen trainiert wird. Zum Mittag- und Abendessen nehmen die Sumōkämpfer einen protein- und fettreichen Eintopf (Chankonabe) zu sich, welcher von ihnen selbst zubereitet wird. Ein Mittagsschlaf nach dem Essen soll dabei die Gewichtszunahme begünstigen. Als Resultat dieser Lebensweise gelten die Sumōtori ihrem äußeren Erscheinungsbild nach als fettleibig, was jedoch nur bedingt zutrifft. Um beim Sumō erfolgreich zu sein, ist neben einer vorteilhaften Physis eine hohe Explosivität und Standfestigkeit notwendig. Deshalb müssen die Kämpfer über ausreichend Schnellkraft und Gewandtheit verfügen. So besitzen Sumōkämpfer nicht nur eine, wenn auch kaum sichtbare, sehr gut ausgeprägte Muskulatur, sondern sind für ihr hohes Körpergewicht auch ungewöhnlich beweglich. Nicht wenige von ihnen beherrschen beispielsweise den Spagat.

### Namensgebung
Die Namen, unter denen Sumōringer bekannt werden, sind angenommene Kampfnamen oder Shikona (四股名), die sie oft von Trainern oder anderen nahestehenden Personen bekommen haben. Diese Namen haben oft eine Bedeutung oder sind die Namen früherer Kämpfer. Häufig ist der Brauch anzutreffen, dass Namensbestandteile aus dem alten Kampfnamen des Stallmeisters „vererbt“ werden. Ringer des gleichen Heya oder Ringerstalls sind dann an den gleich beginnenden Namen erkennbar. So sind die Sumōringer Kotoōshū, Kotomitsuki und Kotoshogiku allesamt Angehörige des Sadogatake-beya, dessen Leiter als Ringer den Namen Kotonowaka trug, den er seinerseits von seinem Vorgänger Kotozakura erhalten hatte, der wiederum auf Kotonishiki gefolgt war.

### Übergewicht und seine Folgen
Da es keine Beschränkungen hinsichtlich des Körpergewichts gibt, sind Sumōkämpfer in der Regel sehr schwergewichtig. Im Laufe der letzten Jahrzehnte ist das durchschnittliche Körpergewicht der Ringer dabei stetig gestiegen. Das Durchschnittsgewicht der Sumōtori stieg dabei zwischen 1990 und 2020 um 15 kg auf 160 kg an. Der bisher schwerste Sumōkämpfer, der in der obersten japanischen Division, der Makuuchi-Division, antrat, war der Hawaiier Konishiki, der gegen Ende seiner Karriere bei einer Größe von 1,84 m ein Kampfgewicht von über 280 kg erreicht hatte. Das Problem des Übergewichts ist nicht nur auf das kommerzielle Sumōringen beschränkt. Auch unter den Amateuren gibt es Sumōkämpfer mit einem Körpergewicht von 150 kg und mehr. Mit dem US-Amerikaner Emmanuel Yarborough hatten die Amateure sogar den weltweit schwersten bekannten Sumōringer in ihren Reihen. Er brachte bei einer Körpergröße von 2,04 m ein Kampfgewicht von mehr als 320 kg auf die Waage, sein Höchstgewicht betrug angeblich 372 kg.
Mit dem Anstieg des Körpergewichts ließ sich bei den Sumōringern auch eine spürbare Zunahme von Krankheitsbildern beobachten, die als typische Folge von Übergewicht (Adipositas) gelten. Nicht wenige Sumōtoris leiden an Gelenkbeschwerden oder Herz-Kreislauf-Erkrankungen.

### Nichtjapanische Ringer im kommerziellen Sumō
Das (professionelle) Ōzumō in Japan selbst wird in den letzten Jahren von immer mehr Ausländern (japanisch 外人, Gaijin) betrieben. Der Sumōverband hat jedoch die Anzahl nichtjapanischer Rikishi auf einen pro Stall beschränkt. Dennoch steigt die Anzahl von Ausländern ständig. Auf der Rangliste zum Turnier im Mai 2006 waren fünf der zehn höchstrangigen Rikishi im Ausland geboren worden, so viele wie nie zuvor.
Die größte Gruppe stellen mit Abstand die Mongolen, die oftmals vom traditionellen mongolischen Ringen kommen. Der erste Ausländer, der es bis in die hohen Ränge schaffte und einen Turniersieg in der höchsten Sumōliga verzeichnen konnte, war der Hawaiier Takamiyama. Die bekanntesten Ausländer im Sumō sind die Hawaiier Konishiki und Akebono, der der erste ausländische Yokozuna war, und der Samoaner Musashimaru sowie ihre mongolischen Nachfolger Asashōryū, Hakuhō, Harumafuji, Kakuryū und Terunofuji. Auch aus Osteuropa stammen einige erfolgreiche Rikishi wie Aoiyama und Kotooshu (beide Bulgarien), Rohō und Hakurozan (beide Russische Föderation), Baruto (Estland) oder Tochinoshin (Georgien). Weitere aktive und früher aktive Ausländer, allerdings mit bislang mäßigerem oder weniger Erfolg, stammen bzw. stammten aus verschiedensten Ländern der Welt.
Der zunehmende Erfolg von Ausländern stellte eine heiß diskutierte Neuerung dar, gerade weil der Sumō seine Rolle als traditionelles japanisches Brauchtum betont und seit der Meiji-Zeit sogar nationalistisch besetzt war. Zwar waren selbst US-amerikanische Ringer relativ früh in der Makuuchi-Division akzeptiert, die Ernennung eines nicht-japanischstämmigen Yokozuna stellte aber dennoch einen bedeutenden Schnitt dar, weil an Inhaber dieses Titels jedenfalls nach offiziellem Verständnis besondere charakterliche Anforderungen gestellt werden, deren Erfüllbarkeit durch Gaijin zunächst umstritten war. Noch in den 1990er Jahren gab es um die Nichtbeförderung Konishikis einen Skandal wegen angeblicher rassistischer Beweggründe. Mittlerweile hat sich die liberalere Ansicht jedoch durchgesetzt und ausländischstämmige Yokozuna sind eher die Regel als die Ausnahme.

## Das japanische Ligensystem

Sumō-Rangliste (Banzuke)

### Aufbau und Funktionsweise
Zwar existieren innerhalb und außerhalb Japans Amateurligen, das einzige professionelle Ligensystem des Sumō gibt es aber in Japan: Das Ōzumō. In diesem wacht der Sumōverband aufmerksam über die Einhaltung der Regeln, die nicht nur den unmittelbaren Sport, sondern das gesamte Leben der Ringer in den Heya betreffen. Selbst so nebensächlich erscheinende Dinge wie ihre Alltagskleidung sind genau vorgeschrieben. Dabei greift der Verband teilweise erheblich in die persönliche Freiheit der Rikishi ein. Beispielsweise wurde als Reaktion auf einen Autounfall, den ein Kämpfer verursachte, eine Bestimmung erlassen, die es den Ringern untersagt, ein Automobil zu führen.
Die oberste japanische Sumō-Liga ist die Makuuchi-Division. Sie ist als einzige Division nochmals in Kampfklassen unterteilt, nämlich aufsteigend in „gewöhnliche“ Maegashira, die Sanyaku-Ränge Komusubi, Sekiwake und Ōzeki und den Großmeister-Rang Yokozuna.
Die Kämpfer im Maegashira-Rang sind nach Leistungsniveau durchnummeriert, außerdem wird in allen Rängen zwischen einer Ost- und Westgruppe unterschieden, wobei bei ranggleichen Kämpfern der aus der Ostgruppe als höherwertig gilt. Dabei haben die Himmelsrichtungen nichts mit der Herkunft der Kämpfer zu tun, sondern bezeichnen den Gebäudeflügel, in dem ihre Kabinen liegen.
Die Kämpfer der unteren Ligen sind ebenfalls nach Leistungsniveau durchnummeriert. Die unteren Ligen sind in aufsteigender Reihenfolge: die Jonokuchi-Division, die Jonidan-Division, die Sandanme-Division, die Makushita-Division und die Jūryō-Division. Die Kämpfer der letztgenannten, zweithöchsten Liga bilden mit denen der Makuuchi-Division die Sekitori. Ein Sekitori („jemand, der den Durchbruch geschafft hat“) genießt allerhand besondere Privilegien im durchreglementierten Alltag eines Sumōkämpfers. Er wird von lästigen Arbeiten befreit, hat Anspruch auf einen Tsukebito (Gehilfen) und ein eigenes Zimmer im Heya, er unterliegt auch weniger restriktiven Regeln und wird wesentlich besser bezahlt.
Auf Turnieren oder Basho wird um Auf- und Abstiege gekämpft. Wenn ein Ringer mehr Siege als Niederlagen erreicht (kachi-koshi), steigt er in der Banzuke genannten Rangliste auf. Bei mehr Niederlagen als Siegen (make-koshi) steigt er ab. Einzige Ausnahmen bilden die höchsten Ränge: Ein Ōzeki verliert seinen Rang erst nach zwei make-koshi hintereinander, und er erhält ihn sofort wieder zurück, wenn er unmittelbar danach ein kachi-koshi mit mindestens 10 Siegen erreicht. Der Titel eines Yokozuna wird auf Lebenszeit verliehen. Diese Auszeichnung ist daher mit der Verpflichtung verbunden, bei nachlassendem Leistungsvermögen aus dem aktiven Sumō auszuscheiden.

### Die Basho
Seit 1958 werden im Sumō jährlich sechs Turniere an festgelegten Orten ausgetragen. Seit September 1957 findet alle zwei Monate ein Basho statt, davon drei in Tokio (Januar, Mai, September), zudem in Osaka (März), Nagoya (Juli) und Fukuoka (November).
Jedes Turnier beginnt an einem Sonntag und endet an einem solchen. Der letzte Tag wird nach einem Wort des Dramatikers Zeami Motokiyo Senshuraku genannt, „die Freude von tausend Herbsten“. An diesem Tag finden oft die alles entscheidenden Kämpfe statt. Wenn zwei oder mehr Kämpfer gleichauf liegen, wird an diesem Tag zwischen ihnen um den Turniersieg gerungen.
Die unteren Divisionen beginnen ihre Kämpfe am Morgen und Vormittag eines Kampftages. Die Rikishi aller unteren Ligen kämpfen nur an sieben Tagen des Basho, während die Sekitori an allen 15 zu ihrem täglichen Kampf antreten müssen. Der Yobidashi ruft bereits am Morgen mit seiner Trommel, der Yagura-daiko, von einem 16 m hohen turmähnlichen Holzgestell vor der Halle die Zuschauer herbei. Erst am Nachmittag treten die Kämpfer der Makuuchi an. In seidenen Keshō-mawashi betreten die Rikishi den Ring zum Dohyō-iri, dem gemeinsamen zeremoniellen Auftritt vor den Kämpfen, um danach wieder in ihren Umkleideräumen im Ost- und Westflügel der Halle zu verschwinden. Der oder die Yokozuna halten darauf noch ihre eigene Zeremonie ab. Danach finden die ersten Begegnungen statt. Auch hier kämpfen die rangniedrigsten Ringer zuerst.
Am Ende des letzten Tages eines Basho findet eine Siegerehrung statt. Neben dem Turniersieg (Kaiserpokal) werden unter allen Kämpfern der Makuuchi, die weder Yokozuna noch Ōzeki sind und Kachi-koshi erreicht haben, verschiedene Preise vergeben, u. a. für besonderen Kampfgeist oder überragende Kampftechnik. Eine Übersicht aller Gewinner seit 1958 findet sich in der Liste der Turniersieger im Sumō.

### Bezahlung
Die Verdienste im Sumō sind für Außenstehende schwer zu kalkulieren. Zwar sind die nach Rang abgestuften Gehälter öffentlich festgelegt und lagen 2001 zwischen monatlich 1.030.000 Yen (ca. 7.500 Euro) für einen Juryo-Ringer und 2.820.000 Yen (ca. 20.500 Euro) für einen Yokozuna, aber durch ein Geflecht von Sonderpreisen, Prämien und Sponsorengeldern liegt das tatsächliche Einkommen sehr viel höher. So erhält jeder Turniersieger einen einmaligen Bonus von beispielsweise 10.000.000 Yen (ca. 72.500 Euro) in der Makuuchi, der Sieg eines Maegashira über einen Yokozuna (金星, Kinboshi, „Goldstern“) wird mit zusätzlichen 40.000 Yen (ca. 250 Euro) pro Basho bis zum Ende der aktiven Karriere belohnt. Außerdem können Sponsoren Prämien für eine Begegnung ausloben. Diese werden unmittelbar nach dem Kampf dem Sieger in Umschlägen übergeben; die Höhe einer Prämie ist auf 60.000 Yen festgelegt. Dazu kommen noch eine ganze Reihe weiterer Boni, die sich meist in ihrer Höhe nach dem Rang des Ringers richten.
Die Angehörigen der Ligen unter Jūryō, d. h. alle Nicht-Sekitori, erhalten vom Verband nur ein Taschengeld, das deutlich unter den Sätzen der oberen Ligen liegt. Anfänger, die in der untersten Division kämpfen, erhielten 1996 umgerechnet 360 Euro, während Makushita-Ringer etwa 1.800 Euro erhielten. Alle anderen lagen irgendwo dazwischen.

## Internationaler Amateursport
In der zweiten Hälfte des 20. Jahrhunderts verbreitete sich das Sumōringen auch außerhalb Japans. Allerdings gilt hier das Sumō anders als in Japan als Randsportart und wird nur auf Amateurbasis betrieben. Die Dachorganisation ist die International Sumo Federation (ISF), welche seit 1980 internationale Wettkämpfe und seit 1992 jährlich Weltmeisterschaften veranstaltet. Führende Nationen sind hier neben Japan vor allem Deutschland sowie diverse osteuropäische Staaten. Seit 2010 ist Sumō auch Teil des Programms der World Combat Games. Die ISF unterstützt weiterhin die internationale Zusammenarbeit zur Förderung des Amateursports, indem etwa nichtjapanischen Amateuren die Teilnahme an Trainingslagern im Mutterland des Sumō ermöglicht wird. Der ISF untergeordnet sind die kontinentalen Verbände von Europa, Asien, Afrika, Ozeanien, sowie Nord- und Südamerika. Insgesamt 77 nationale Verbände sind hier organisiert (Stand September 2007). Als europäischer Dachverband fungierte die European Sumō Union (ESU), welche ihren derzeitigen Sitz in Berlin hat.
Vorkommnisse in der Führungsspitze der ESU führten zu einer Distanzierung der ISF von ihrem europäischen Kontinentalverband. Infolgedessen gründete sich die European Federation Sumō (EFS) mit Sitz in Lausanne. Die EFS ist nunmehr der von der IFS anerkannte europäische Kontinental- und Dachverband. Präsident des EFS ist seit April 2016 der Pole Dariusz Rozum, Generalsekretär der Este Riho Rannikmaa.
Als deutscher Dachverband für den Sumō-Sport fungierte der Sumō-Verband Deutschland (SVD). Der SVD gehörte dem Deutschen Judo-Bund an und vergab Budō-Grade. Da die Führungsspitze des SVD die veränderte Situation zuungunsten der ESU zunächst nicht akzeptierte, traten etliche Vereine aus dem SVD aus und gründeten 2015 den Deutschen Sumo-Bund (DSB) mit Sitz in Brandenburg an der Havel. Der Deutsche Sumo-Bund wurde unter seinem ersten Präsidenten Michael L. Hübner am 6. November 2015 während eines ordentlichen Kongresses der EFS in Rakvere in die Europäische Föderation Sumō als Vollmitglied aufgenommen und als einzig legitimer Vertreter Deutschlands für den Sumō-Sport auf dem Folgekongress in Krotoszyn bestätigt. Infolgedessen wurde erstmals ein Präsidiumsmitglied des DSB, Vizepräsident Dr. Torsten Kastner, in die Position des Medical Directors und damit in den Vorstand des kontinentalen Dachverbandes EFS gewählt.
Seit dem 8. Dezember 2017 ist Sandra Köppen-Zuckschwerdt Präsidentin des DSB.
Die Amateur-Sumōtori rekrutieren sich zum großen Teil aus aktiven oder ehemaligen Judōka.
Die Kampfregeln des Amateur-Sumōringens sind weitestgehend identisch mit denen des traditionellen japanischen Sumōringens. Doch es gibt auch wesentliche Unterschiede. Einer betrifft die Durchführung der Wettkämpfe. Im Gegensatz zu den japanischen Veranstaltungen liegt die Fokussierung im Amateurbereich ausschließlich auf den eigentlichen sportlichen Wettkampf. Die im Vorfeld üblichen Zeremonien oder Rituale werden deshalb größtenteils weggelassen. Diese rationale Auffassung spiegelt sich auch in der Kleiderordnung wider. So tragen die Kämpfer keine Pracht-Mawashi, und die Schiedsrichter kleiden sich nicht in der farbenfrohen Tracht der Gyoji, sondern tragen nach dem Vorbild von Ringrichtern im Boxen weiße Kleidung und Handschuhe sowie eine schwarze Fliege. Die Kämpfe selbst können außer in klassischen Dohyos aus Lehm auch auf Sportmatten ausgetragen werden. Weiterhin werden bei den Amateuren die Meisterschaften in verschiedenen Gewichtsklassen abgehalten, wobei die Einteilung dieser Klassen von der jeweiligen Altersgruppe abhängt. Bei den Herren (über 21 Jahre) wird in den Kategorien bis 85 kg, bis 115 kg und in der offenen Klasse gekämpft. Durch diese Maßnahmen wird auch relativ leichten Ringern die Möglichkeit zum Erfolg gewährt.
Der wesentlichste Unterschied zum japanischen Sumō ist jedoch die Tatsache, dass bei den Amateuren auch Frauen die Möglichkeit haben, an Wettkämpfen teilzunehmen (siehe Abschnitt Frauen im Sumō). Seit 2001 werden jährlich Weltmeisterschaften für Frauen organisiert. Dies ist Bestandteil der Bestrebungen des Weltverbands, Sumō zu einem olympischen Sport zu machen.

## Frauen im Sumō

### Allgemeines
Obwohl die Frauen einen nicht geringen Anteil der Sumōfans ausmachen und auch in der Geschichte des Sports eine gewisse Rolle gespielt haben und spielen, kommen sie als Sportler im Profisumō bis heute nicht vor. Zwar sind die Ehefrauen der Oyakata (Stallmeister) unverzichtbarer Bestandteil der Organisation jedes Heya, dennoch ist es nicht einmal hochrangigen Politikerinnen erlaubt, zur Siegerehrung das Dohyō zu betreten. Ursprünglich hängt dies mit der shintōistischen Vorstellung zusammen, Frauen seien wegen ihrer Regelblutungen „unrein“. Nur bei Amateurwettkämpfen treten Frauen als Aktive in Erscheinung. Sie tragen dabei zusätzlich zu ihrem Mawashi einen Ringeranzug. Der japanische Frauen-Sumōverband Shin Sumō Renmei („Neuer Sumōbund“, gegründet 1996) ist eine Unterorganisation des japanischen Sumōverbandes.

### Geschichte des Frauensumō

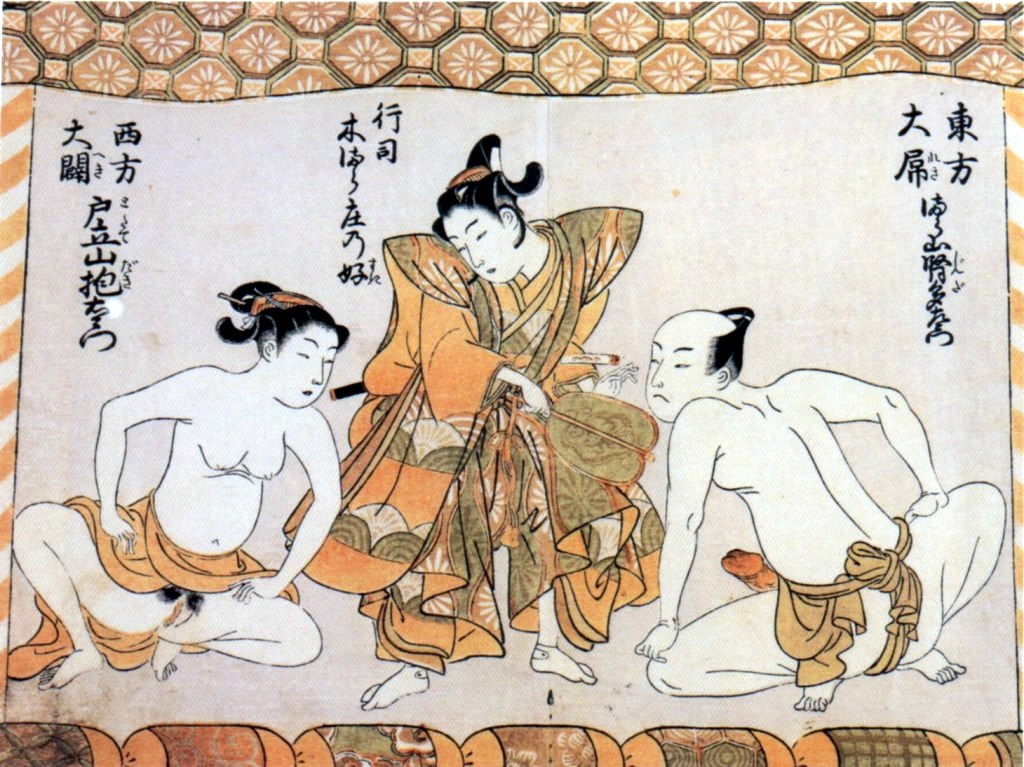
Ein Ringkampf der Geschlechter als Gegenstand eines erotischen Ukiyo-e aus dem 18. Jahrhundert

Ringkämpfe unter Teilnahme von Frauen wurden etwa seit dem 17. Jahrhundert als Parodien zur Belustigung der Zuschauer aufgeführt. Bei diesem Onna-zumō (女相撲) fanden sowohl Kämpfe unter Frauen, teilweise Prostituierten, als auch zwischen Frauen und z. B. blinden Männern statt. Diese Spektakel waren überaus beliebt, wenn sie auch bis ins 20. Jahrhundert wegen ihrer tatsächlichen oder vermuteten Nähe zum Rotlichtmilieu mehrmals als unmoralisch verboten wurden. 1624 verarbeitete Chikamatsu Monzaemon das erotische Frauenringen in einem Stück des Joruri-Theaters, und auch beim Dichter Ihara Saikaku taucht das Thema bereits auf. Es handelte sich dennoch meist um keine echten Sportwettkämpfe, sondern vielmehr um Animations- oder Kuriositätenschauen.
Minister Sanjō Sanetomi verbot die „anrüchigen“ Vorstellungen 1873 ganz. Dennoch wurden in der Meiji-Zeit viele Frauen ernsthaft im Sumōbereich aktiv. 1872 wurden erstmals Zuschauerinnen bei Profikämpfen zugelassen. In Zeiten des Männermangels im Zweiten Weltkrieg gab es Frauensumōveranstaltungen, das Interesse erlahmte jedoch in der Nachkriegszeit und in den 1960er Jahren war das Sumō der Frauen völlig verschwunden. Erst seit 1997 wird der Sport zumindest auf Amateurebene wieder offiziell betrieben.

### Heutige Situation
In Japan gibt es rund 300 aktive Sumō-Ringerinnen, international existieren 17 nationale Verbände, von denen der russische einer der personell und sportlich stärksten ist. Eine der erfolgreichsten Ringerinnen war die Deutsche Sandra Köppen und auch die deutsche Nationalmannschaft der Frauen ist im internationalen Vergleich Spitzenklasse.
Wie die männlichen Amateure kämpfen auch die Frauen, abgesehen von der offenen Klasse (ohne Gewichtsbeschränkung), in Gewichtsklassen (bis 65 kg, bis 80 kg und über 80 kg). Parallel zur 8. Weltmeisterschaft 1999 in Riesa fand erstmals auch ein Wettbewerb der Damen statt. Seit 2001 existiert die Frauen-WM als eigenständige Veranstaltung.